# Голембієвська Тетяна Миколаївна
Голембіє́вська Тетя́на Микола́ївна (7 вересня 1936 , Київ  — 9 лютого 2018 , Київ ) — українська художниця, педагог. Професор Національної академії образотворчого мистецтва і архітектури. Дійсний член (академік) Національної академії мистецтв України (1997). Народний художник УРСР (1986). Член Національної спілки художників України (1962). Дійсний член Петровської академії наук і мистецтв (1997), член-кореспондент Російської академії мистецтв (Москва). Учасниця вітчизняних і міжнародних художніх виставок.

## Біографія
Народилася 7 листопада 1936 року у м. Києві, у родині художників Миколи Молоштанова та Ангеліни Голембієвської.
У 1962 році закінчила Київський державний художній інститут (педагоги з фаху — В. Костецький, К. Трохименко, С. Григор'єв).
У 1965 році завершила навчання у творчих майстернях Академії мистецтв СРСР.
У 1968 році почала викладати у Київському державному художньому інституті. У 1984 році отримала звання професора. У 1989–1991 роках керувала живописною майстернею Київського відділення творчих майстерень Академії мистецтв СРСР.
В журналі "Перець №20 за 1978р розміщено дружній шарж А.Арутюнянца, присвячений художниці.
З 1998 року — керівник групи аспірантів-стажистів станкового живопису Національної академії образотворчого мистецтва і архітектури.

## Творчість
Тетяна Голембієвська працювала у галузі станкового живопису. Найбільш відомі роботи: «Безсмертя» (1974, відзначена Срібною медаллю ім. М. Б. Грекова), «Подруги» (1959), «Висока нагорода» (1962), «Врожай» (1967), «Безсмертя» (1978), «Свято урожаю» (1983); триптихи «Італія» (1990), «Бузок» (1990), «Спадщина» (1994); серії «Україна», «Болгарія», «Британія», «Італія», «Норвегія», «Франція», «Карпатські мотиви», «Крим»; серії портретів і натюрмортів. Роботи Т. Голембієвської зберігаються в музеях України та у зарубіжних зібраннях Росії, Японії, Італії, Греції, Франції, США, Норвегії, Німеччини, Англії, Шотландії.
Пейзажі Голембієвської, на перший погляд, дещо приглушені, неяскраві, але саме тому реальні і життєві. Пастельність фарб надає інтимності звучанню картинам «Болгарія. Старий Пловдив». Маленька вулиця Пловдива оточена старими будинками, ледь залита сонячними променями, тиша, спокій, непомітний плин життя — такими вулицями приємно ходити, думаючи про своє, такі вулички дають можливість осягнути суть життя, минуле, осмислити сучасність. Їх тиша, невибагливість, простота народжують думки і книги. Як зазначає Ігор Шаров, завдяки особливому чуттю, романтичній налаштованості самої авторки, прості сюжети пейзажів Голембієвської пробуджують у глядача прекрасні, хай трохи сумні, спогади, ліричний настрій.

## Смерть
Померла 9 лютого 2018 року у Києві на 82 році життя.

## Нагороди
- Орден Святого Станіслава III ступеня
- Діамантовий орден Королеви Анни
- Срібна медаль ім. М. Б. Грекова (1974),
- Золота медаль Академії мистецтв України (2006)
- Лауреат Республіканської премії ЛКСМУ ім. М. Островського (1968)
- Золота медаль Міжнародного фонду «Культурне надбання»

## Родина
- Чоловік — Зноба Валентин Іванович (1929—2006) — український скульптор, народний художник України.
- Син — Зноба Микола Валентинович — скульптор